# Elektrownia podwodna
Elektrownia podwodna – rodzaj elektrowni wodnej, której wszystkie instalacje umieszczone zostały pod powierzchnią lustra wody. Pierwsza tego typu elektrownia została zbudowana w latach 1935-1936 w Rościnie na Parsęcie. Kolejną wybudowano również na Parsęcie w Karlinie. Obie budowle mocno reklamowane przez władze nazistowskich Niemiec z punktu widzenia ekonomicznego były przedsięwzięciami całkowicie nieudanymi.